# Johor
Johor  (in Jawi: جوهر)  è uno degli stati della Malaysia.
Si estende su una superficie di 19.166 km², ospita una popolazione di 3.760.000 abitanti (nel 2019) ed è situato nella zona ovest/sud-ovest della Malesia peninsulare.
Confina a nord con lo stato di Pahang, a nord-ovest con gli stati di Malacca e Negeri Sembilan, ad est si affaccia sul Mar Cinese Meridionale, ad ovest sullo Stretto di Malacca e a sud sullo Stretto di Johor, che separa la Malaysia dalla Repubblica di Singapore.
La capitale e principale centro economico dello stato è Johor Bahru, il governo ha invece sede nella città di Kota Iskandar. La città residenza del Sultano di Johor è Muar mentre la capitale storica dello stato era la città di Johor Lama.

## Storia
Alleato della VOC, negli anni Venti del Settecento Johor emerse come lo stato locale dominante nella regione dello Stretto, avendo per capitale il porto di Riau, un trafficato fondaco islamico. Un nuovo elemento apparso sulla scena politica malese in questo periodo fu il ruolo dei rifugiati bugis e di Makassar provenienti dal Sulawesi, cacciati dal regime dittatoriale di Arung Palakka. Questi gruppi attinsero alla loro tradizionale abilità sia in guerra che nel commercio per farsi strada nella penisola come predoni, mercenari, commercianti e coloni. Provenendo dall'esterno, non potevano ottenere legittimità come sovrani degli stati malesi, ma nel Johor divennero effettivamente dei "sotto-re" conosciuti come Yantuan Mudas, nelle cui mani risiedeva il vero potere. La caduta dei bugis arrivo quando essi si spinsero troppo oltre, tentando di prendere la Malacca ai danni della VOC nel 1784, e furono sconfitti da una flotta proveniente dall'Olanda in un'azione in cui il loro capo rimase ucciso. Tutti i bugis furono costretti ad abbandonare Riau e il Johor, lasciandoli brevemente sotto il controllo olandese insieme al vicino stato di Selangor. Questi, tuttavia, erano gli ultimi giorni della VOC, che sarebbe scomparsa dopo l'invasione francese delle Province Unite. Gli olandesi furono presto cacciati da Riau da un attacco di pirati del Mar di Sulu, lasciando il porto e i dintorni in uno stato di anarchia e facendo presagire la scomparsa dello stato-fondaco malese.

## Distretti
Lo stato di Johor è diviso in 10 distretti:
|    | Distretto                | Capoluogo      | Area (km²) | Popolazione (2010) |
| -- | ------------------------ | -------------- | ---------- | ------------------ |
| 1  | Distretto di Batu Pahat  | Batu Pahat     | 1 878      | 401 902            |
| 2  | Distretto di Johor Bahru | Johor Bahru    | 1 817,8    | 1 334 188          |
| 3  | Distretto di Kluang      | Kluang         | 2 851      | 288 364            |
| 4  | Distretto di Kota Tinggi | Kota Tinggi    | 3 488      | 187 824            |
| 5  | Distretto di Kulai       | Kulai          | 753        | 245 294            |
| 6  | Distretto di Mersing     | Mersing        | 2 838      | 69 028             |
| 7  | Distretto di Muar        | Muar           | 1 376      | 239 027            |
| 8  | Distretto di Pontian     | Pontian Kechil | 907        | 149 938            |
| 9  | Distretto di Segamat     | Segamat        | 2 851      | 182 985            |
| 10 | Distretto di Tangkak     | Tangkak        | 970        | 51 555             |